# Kassationsdomstol

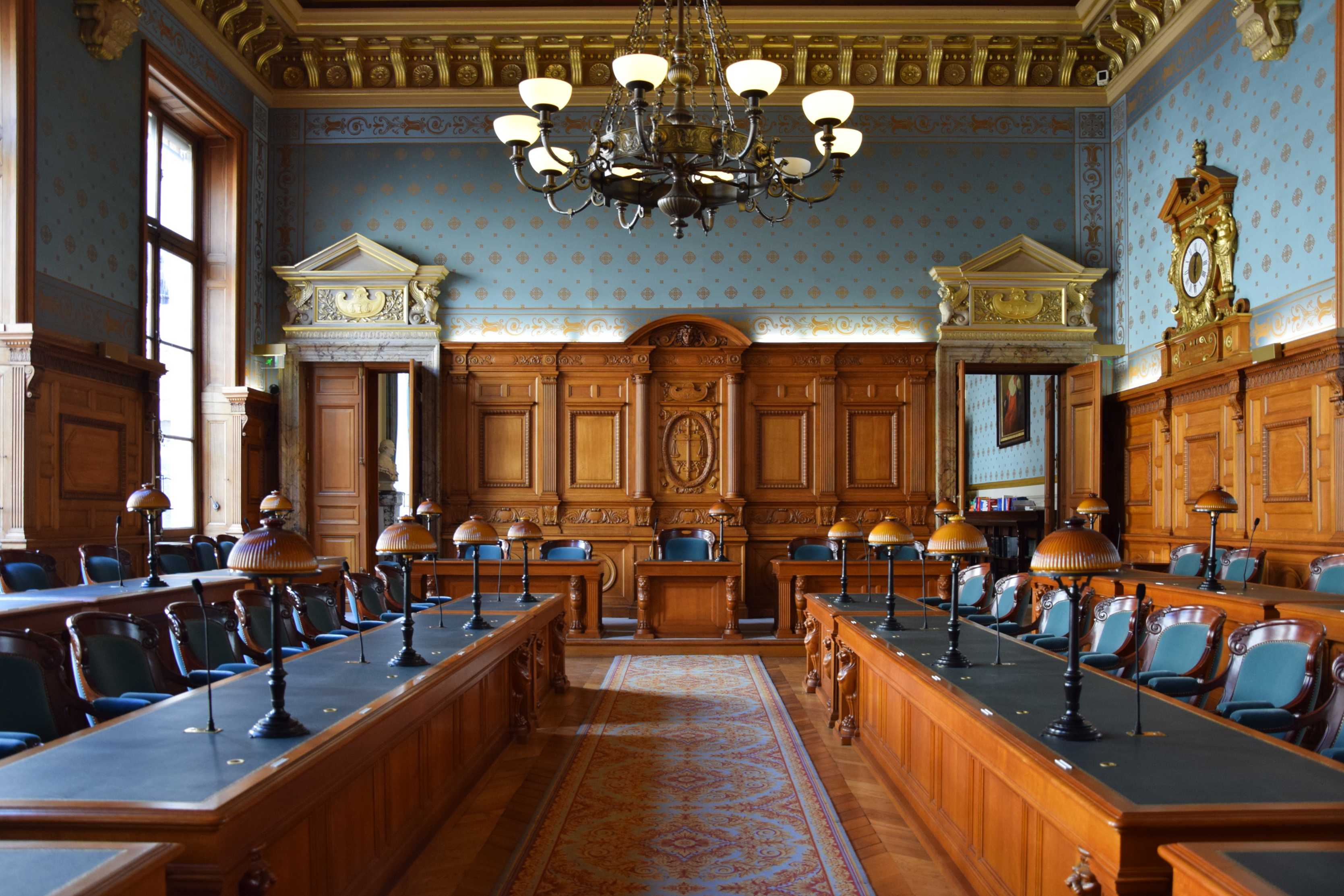
Rättssal för brottmål vid Cour de Cassation inne i Justitiepalatset i Paris.

Kassationsdomstol är en överdomstol, som endast kan upphäva, men ej själv ändra en underdomstols utslag. 
Mönstret för denna art av domstolar är den franska Cour de Cassation, med säte i Justitiepalatset i Paris. Den är inte en egentlig instans för rättskipning, utan har till uppgift att sörja för en riktig och enhetlig lagtillämpning "i lagens intresse".

## Frankrikes kassationsdomstol
Den franska kassationsdomstolen var under ancien régime ursprungligen en avdelning av kungens råd (franska: conseil du roi), men blev en självständig organisation 1790.
Kassationsdomstolen kan ta upp varje i sista instans given dom som anses strida mot uttrycklig lag. Kassation kan begäras av såväl enskild part som av statens ombud vid kassationsdomstolen (ministère public). Domstolens prövning avser inte frågan om vad som skall anses vara bevisat eller inte, utan endast den rättstillämpning, varpå domen grundats. Finner den avdelning av domstolen som handlägger saken att rättstillämpningen varit oriktig upphävs domen, och saken hänvisas till en domstol av samma slag som den vars dom kasserats. Om den nya domstolen kommer till en dom på samma rättsuppfattning som den förut förkastade sammanträder kassationsrättens alla avdelningar och tar ett nytt beslut. Om resultatet blir ännu en kassation blir den domstol dit saken i så fall hänskjuts skyldig att rätta sig efter kassationsdomstolens rättsuppfattning.
Kassationsdomstolen har även åtskilliga andra uppgifter, till exempel att pröva frågor om domares maktmissbruk.

## Utanför Frankrike
Det franska kassationsförfarandet har med vissa ändringar blivit antaget av flera länder som Belgien, Grekland, Italien, Rumänien och Serbien.